# Hypoestes cinerascens
Hypoestes cinerascens är en akantusväxtart som beskrevs av Raymond Benoist. Hypoestes cinerascens ingår i släktet Hypoestes och familjen akantusväxter. Inga underarter finns listade i Catalogue of Life.